# Euxoa nigrata
Euxoa nigrata är en fjärilsart som beskrevs av Matsumura 1925. Euxoa nigrata ingår i släktet Euxoa och familjen nattflyn. Inga underarter finns listade i Catalogue of Life.